# Undergrundsmusik
Undergrundsmusik  er betegnelsen for musikalske genrer med lille eller ingen appel til den brede musikindustri i form af bl.a radio og fjernsyn, og som følge deraf sjældent bliver kendt af andre end dem, som bevidst opsøger musikken. 
Kunstnerne er ofte tilknyttet et konkret miljø eller spillested og ordet ”scene” bliver brugt når der er tale om en vis ensartethed i genren eller der opstår et miljø med musikken i centrum, som det f.eks. er tilfældet for hiphop, metal, indie, no wave, punk m.m. 
Man vender sig typisk mod sig selv og udvikler genrer og udtryk uafhængigt af masssemedier. I flere undergrundscener er der en udbredt skepsis eller modstand overfor store, kommercielt drevne pladeselskaber og sommetider driver scenerne deres egne pladeselskaber, som eksempelvis selskabet Kick’ N Punch Records i Danmark som var hovedistrubøren af dansk undergrundspunk.